# Hinton (Oklahoma)
Hinton es un pueblo ubicado en el condado de Caddo en el estado estadounidense de Oklahoma. En el año 2010 tenía una población de 	3196 habitantes y una densidad poblacional de 389,76 personas por km².

## Geografía
Hinton se encuentra ubicado en las coordenadas 35°28′44″N 98°21′13″O / 35.47889, -98.35361 (35.479004, -98.353748).

## Demografía
Según la Oficina del Censo en 2000 los ingresos medios por hogar en la localidad eran de $29,028 y los ingresos medios por familia eran $33,239. Los hombres tenían unos ingresos medios de $25,455 frente a los $20,556 para las mujeres. La renta per cápita para la localidad era de $12,105. Alrededor del 16.2% de la población estaban por debajo del umbral de pobreza.